# Seair Seaplanes

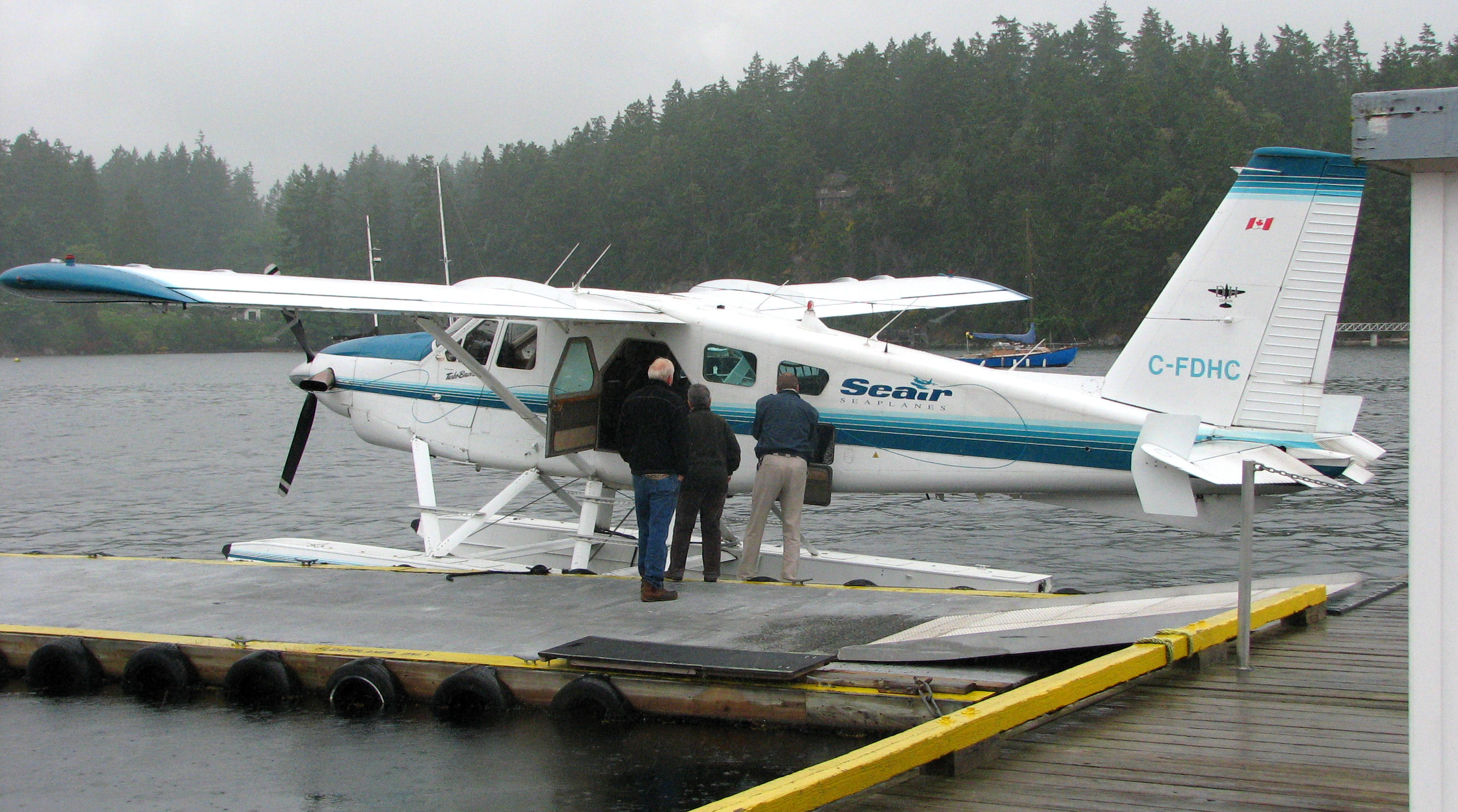
DHC-2T «Turbo Beaver» авіакомпанії Seair Seaplanes розвантажується в Ганзі (провінція Британська Колумбія)

Seair Seaplanes — канадська авіакомпанія місцевого значення зі штаб-квартирою у місті Ричмонд (Британська Колумбія).
Авіакомпанія виконує регулярні та чартерні пасажирські перевезення між Міжнародним гідроаеропортом Ванкувер і Гідроаеропортом Нанаймо-Харбор, а також в інші аеропорти островів Галф і території протоки Джорджія. Повітряний флот перевізника складається головним чином з гідролітаків.

## Маршрутна мережа
Станом на 29 листопада 2009 року авіакомпанія Seair Seaplanes виконувала регулярні пасажирські рейси в наступні пункти призначення:
- Канада
  - Британська Колумбія
    - Гальяно-Айленд — Гідроаеропорт Монтегю-Харбор
    - Мейн-Айленд — Гідроаеропорт Майнерс-Бей
    - Нанаймо — Гідроаеропорт Нанаймо-Харбор
    - Пендер-Айленд — Гідроаеропорт Порт-Вашингтон
    - Солтспрінг-Айленд — Гідроаеропорт Ганг
    - Сатурн-Айленд — Лайол-Харбор
    - Тетіс-Айленд — Гідроаеропорт Телеграф-Харбор
    - Ванкувер — Міжнародний гідроаеропорт Ванкувер базовий

Крім регулярних рейсів авіакомпанія також виконує чартерні пасажирські і вантажні перевезення, екскурсійні тури і надає сервіс прогулянкових рейсів.

## Флот
У березні 2010 року повітряний флот авіакомпанії Seair Seaplanes становили десять повітряних суден:

## Авіаподії і нещасні випадки
- 29 листопада 2009 року в 16:10 за місцевим часом біля берегової лінії острова Сатурн сталася аварія літака de Havilland Canada DHC-2 Beaver. З восьми чоловік на борту вижили пілот і один пасажир[2][3].